# کزدان
کزدان (به تاجیکی: Каздон) یکی از روستاهای دهات شمتوچ ناحیه عینی از ولایت سغد، تاجیکستان می‌باشد. جمعیت آن براساس آمار سال ۲۰۱۷ در حدود ۲٬۱۳۴ نفر می‌باشد.

## واژه‌شناسی
واژة کزدان مرکّب بوده، از دو جزء عبارت است. جزء اوّل «کزد» و جزء دوّم آن را «آن» تشکیل می‌دهد. باید ذکر کرد، که در زبان فارسی با نام «کنزدان» و «گژدان» نامهای جغرافی موجود است. واژة «کنزد» نام جای، جایگاه می‌باشد. یا این که کزدان (= کزد+آینا) جایگاه مردم معجزافر، عجیب. واژة مورد اندیشه در فرهنگ سغدی در شکلهای kaž kj, krz; karž آمده معنای «معجزه، اعجاز، سحر را» دارد.